# José Antonio Ríos Granados
José Antonio Ríos Granados (México, D.F., 7 de diciembre de 1958 - Atizapán de Zaragoza, Estado de México, 2 de octubre de 2007) fue un político mexicano, conocido por haber protagonizado varios escándalos políticos mientras fungía como alcalde de Tultitlán, Estado de México.
José Antonio Ríos Granados era licenciado en Biología egresado de la ENEP Iztacala de la Universidad Nacional Autónoma de México e inició su actividad política como miembro del Partido Acción Nacional. Siendo candidato de este partido fue elegido presidente municipal de Tultitlán (municipio localizado en la Zona Metropolitana de la Ciudad de México) para el período 2000-2003.
Durante su gestión, Ríos Granados atrajo la atención mediática al protagonizar diversos escándalos, el primero de los cuales fue el hecho de producir y participar como actor en la película para televisión Orquídea sangrienta al lado de la actriz Lorena Herrera, todo ello mientras ocupaba el cargo de presidente municipal. Él argumentó que su actuación y la contribución que con recursos municipales hizo a la película se realizaron a cambio de la promoción que la misma haría del municipio. Posteriormente, fue acusado de tener el salario más alto entre los presidentes municipales de México y, al poco tiempo, de malversación de fondos al adquirir una avioneta particular. Finalmente, en 2003, fue expulsado del PAN ante esta serie de escádalos.
Al término de su periodo como alcalde se alejó de la actividad política, dedicándose a actividades particulares entre las que se cuenta la producción cinematográfica: en 2007 fue productor de la película Cañitas.
El 2 de octubre de 2007 perdió la vida al estrellarse la avioneta que pilotaba sobre una casa en el municipio de Atizapán de Zaragoza.